# Pajam Niazmand
Sa’id Pajam Niazmand (pers. ‏سید پیام نیازمند‎‎, ur. 6 kwietnia 1995 w Teheranie) – irański piłkarz grający na pozycji bramkarza w irańskim klubie Sepahan Isfahan, do którego jest wypożyczony z portugalskiego Portimonense SC, oraz w reprezentacji Iranu.